# Parc de Näsi
Le parc de Näsi (en finnois : Näsinpuisto) est un parc du quartier de Finlayson à Tampere en Finlande.

## Présentation
Le parc Näsinpuisto est situé entre l'extrémité septentrionale du parc Hämeenpuisto et le lac Näsijärvi.
Le parc est bordé au Nord par la voie ferrée Seinäjoki–Oulu et par la voie ferrée Tampere–Pori.
Le port de Mustalahti borde le parc à l'Ouest.
Le parc offre en belle vue sur le lac Näsijärvi.
À son point le plus élevé, le palais Milavida construit en 1898 par Peter von Nottbeck.
L'édifice héberge le musée Milavida et un restaurant.

## Galerie

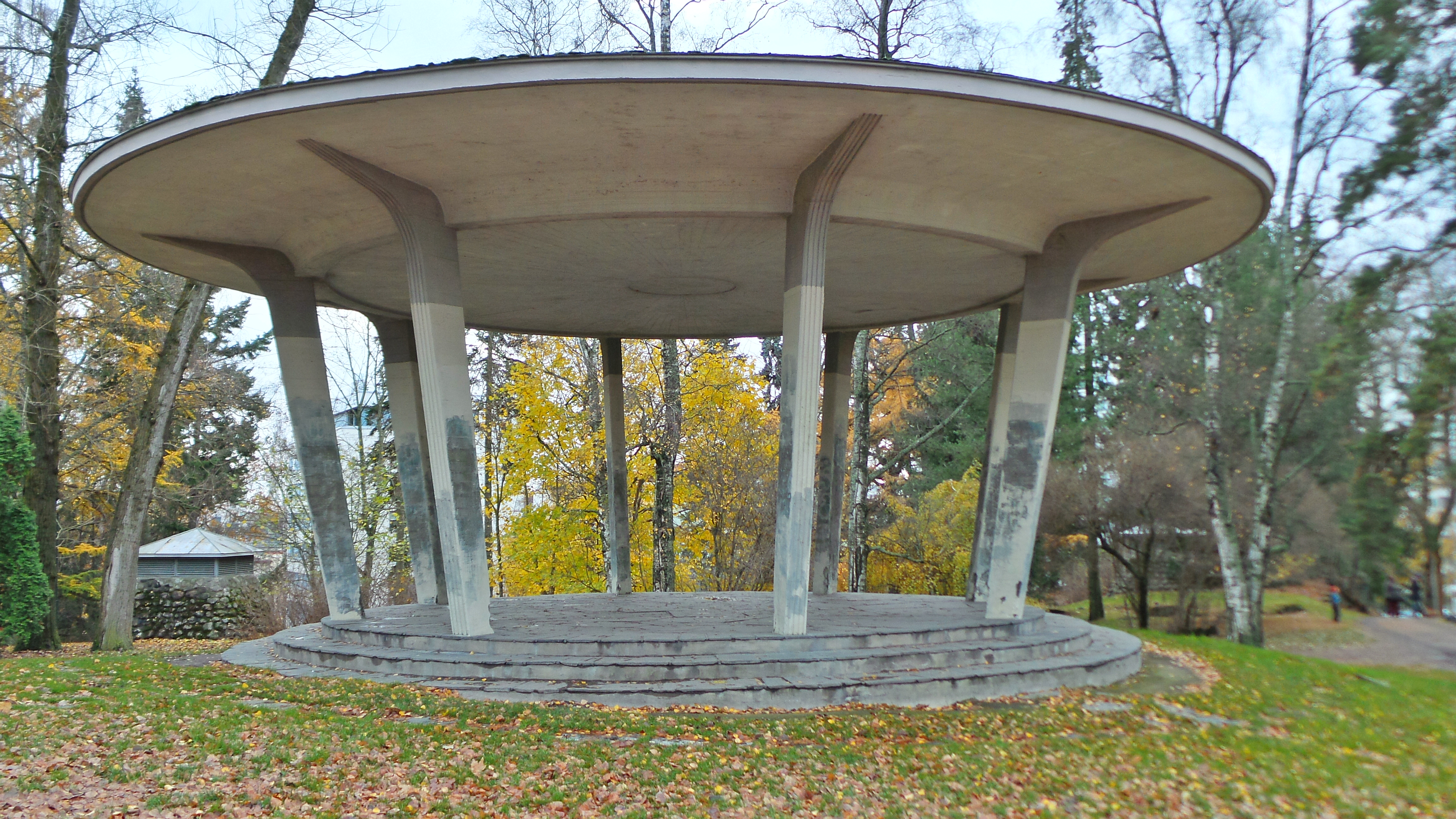
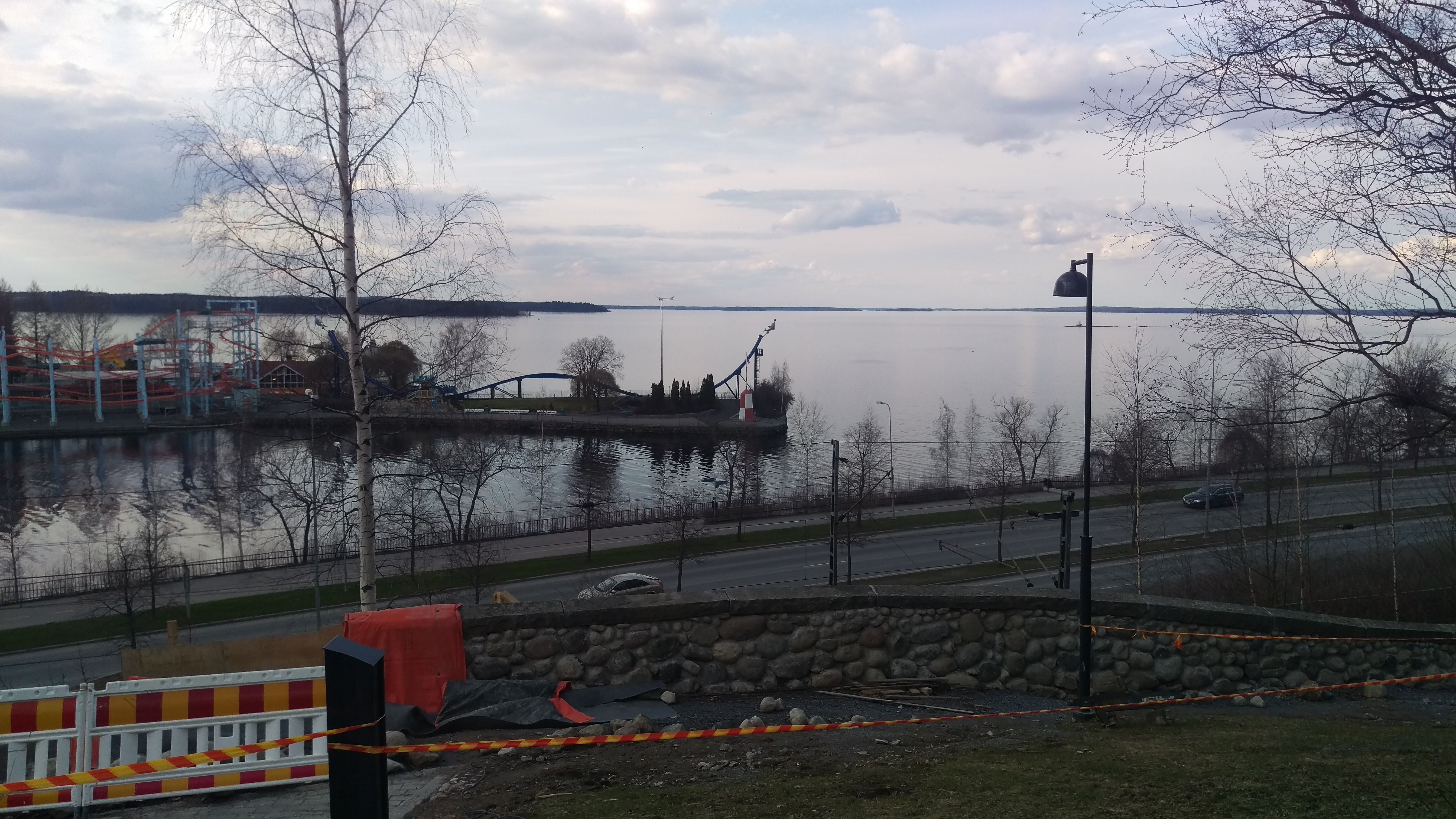